# Ryan Madson
Ryan Michael Madson (né le 28 août 1980 à Long Beach, Californie, États-Unis) est un lanceur de relève droitier des Nationals de Washington de la Ligue majeure de baseball.
Il évolue de 2003 à 2011 les Phillies de Philadelphie, faisant partie de l'équipe championne de la Série mondiale 2008. Absent du baseball majeur du 28 septembre 2011 au 6 avril 2015, il effectue un retour avec les Royals de Kansas City et participe à la conquête d'un nouveau titre en Série mondiale 2015.

## Biographie

### Phillies de Philadelphie
Ryan Madson est réclamé par les Phillies de Philadelphie au 9e rang (245e au total) du repêchage de 1998. Il fait sa première apparition avec l'équipe en septembre 2003 et devient un régulier de l'enclos de relève de l'équipe en 2004. Sa fiche à sa première saison complète est de 9-3 en 52 matchs, dont un départ et 51 présences comme releveur.
En 2006, les Phillies décident de donner une chance à Madson comme lanceur partant, un rôle qu'il occupait dans les rangs mineurs. Il remporte 11 victoires en 17 départs durant la saison mais sa moyenne de points mérités est élevée, à 5,69. Dès la saison suivante, il reprend son rôle de releveur. Le lanceur droitier est ensuite utilisé pour préparer la table pour le stoppeur de l'équipe, Brad Lidge. On voit donc surtout Madson en 7e ou 8e manche. 
Madson remporte sa première décision en séries éliminatoires en 2008 lors de la Série de championnat alors qu'il est crédité de la victoire lors du match # 4 entre les Phillies et les Dodgers de Los Angeles. 
Après la saison 2008, qui a vu Madson et les Phillies remporter la Série mondiale, le lanceur signe un nouveau contrat de 3 ans pour 12 millions de dollars avec Philadelphie.
Madson est très utilisé par Philadelphie en 2009 : 79 présences au monticule et 77 manches et un tiers de travail. Sa moyenne de points mérités (3,26) est légèrement supérieure à celle de la saison précédente (3,05). Il remporte une victoire, contre aucune défaite, dans les séries éliminatoires de 2009, un gain au premier tour sur les Rockies du Colorado.
En 2010, il compte 53 manches lancées en 55 sorties pour Philadelphie. En plus de remporter six de ses huit décisions, il affiche une excellente moyenne de points mérités de 2,55. Malgré 10 retraits sur des prises en seulement 6,2 manches au monticule dans la Série de championnat de la Ligue nationale, il est le lanceur perdant du sixième match entre les Phillies et les Giants de San Francisco lorsqu'il accorde un coup de circuit à Juan Uribe qui permet à l'adversaire de l'emporter 3-2 et de gagner la série.
En 2011, il se voit confier le rôle de stoppeur des Phillies en remplacement de Brad Lidge, souvent blessé. Madson réussit 32 sauvetages au cours de la saison et maintient une excellente moyenne de points mérités de 2,37 en 60 manches et deux tiers lancées. Madson, en quête d'un contrat de plusieurs saisons après cette campagne, semble destiné à être stoppeur des Phillies pour l'année suivante, mais Philadelphie décide de mettre sous contrat l'agent libre Jonathan Papelbon, anciennement de Boston, pour 4 ans.

### Reds de Cincinnati
Le 20 janvier 2012, Madson rejoint officiellement les Reds de Cincinnati, de qui il accepte un contrat d'une saison pour 6 millions de dollars. Durant l'entraînement de printemps des Reds, il ressent des douleurs aux coudes. Il doit subir une opération de type Tommy John qui le met à l'écart du jeu pour toute la saison 2012.

### Angels de Los Angeles
Le 28 novembre 2012, Madson signe un contrat d'un an avec les Angels de Los Angeles. Il n'évolue cependant pas pour les Angels et passe l'année 2013 avec l'un de leurs clubs affiliés en ligues mineures.

### Royals de Kansas City
Il ne joue pas en 2014 et le 4 janvier 2015 signe un contrat des ligues mineures avec les Royals de Kansas City. Madson est alors père à la maison, s'occupant de ses 5 enfants. Son retour imprévu au baseball professionnel est provoqué à l'été 2014 par un appel de Jim Fregosi Jr., un employé des Royals de Kansas City qui avait mis Madson sous contrat pour Philadelphie, son employeur de l'époque, en 1998. Fregosi demande à Madson de servir de mentor pour un adolescent joueur de baseball du nom de Johnny Morell. L'hiver suivant, Fregosi insiste pour que Madson tente un retour au jeu.
Madson, qui n'avait pas participé à un match des majeures depuis le 28 septembre 2011, effectue son retour avec Kansas City le 6 avril 2015 face aux White Sox de Chicago. Il relance sa carrière de belle façon grâce à une moyenne de points mérités d'à peine 2,13 en 63 manches et lancées lors de 68 matchs joués en 2015 pour Kansas City. Il est un membre important du dominant trio de releveurs des Royals, remplaçant aux côtés des étoiles Wade Davis et Kelvin Herrera une autre vedette, Greg Holland, mis à l'écart du jeu par une opération Tommy John. Madson blanchit les Mets de New York en 3 manches lancées lors de 3 apparitions au monticule dans la Série mondiale 2015, remportée par les Royals.

### Athletics d'Oakland
Le 11 décembre 2015, Ryan Madson, 35 ans, signe un contrat de 22 millions de dollars pour 3 saisons avec les Athletics d'Oakland.

### Nationals de Washington
Le 16 juillet 2017, les Athletics d'Oakland échangent Madson et le lanceur de relève gaucher Sean Doolittle aux Nationals de Washington en retour du lanceur gaucher Blake Treinen et de deux joueurs de ligues mineures, le lanceur gaucher Jesus Luzardo et le joueur de troisième but Sheldon Neuse.